# Efferoth
Efferoth ist ein Ortsteil von Aegidienberg, einem Stadtbezirk von Bad Honnef im nordrhein-westfälischen Rhein-Sieg-Kreis.

## Geographie
Der Weiler Efferoth liegt in der nördlichen Mitte der Gemarkung Aegidienberg nördlich der Bundesautobahn 3. Die Ortschaft erstreckt sich auf einem nach Osten zum Kochenbach abfallenden Gelände und umfasst eine obere, auf etwa 230 m ü. NHN sowie eine untere, auf etwa 220 m ü. NHN gelegene Häusergruppe. Zur A 3 wird Efferoth südwestlich von einer Laubwaldfläche abgegrenzt. Zu den nächstgelegenen Ortschaften gehören Brüngsberg im Nordwesten sowie gegenüber auf der anderen Autobahnseite Hövel im Westen, die beide oberhalb von Efferoth liegen.

## Geschichte
Urkundlich in Erscheinung trat der Ort bereits 1348 unter dem Namen Everoide, als hier das Kloster Merten Wiesenflächen besaß. Da Karl Simrock den Ort später „Ebenrot“ nannte, beschreibt der Ortsname vermutlich eine Rodungssiedlung, die sich auf einem ebenen Gelände befindet. Die heutige Bezeichnung „Efferoth“ wurde auch als Siedlung, die bei „Effen“ (rheinisch für Ulmen) entstanden ist, gedeutet. Eine Erwähnung unter diesem Namen erfolgte im Jahre 1666, als in einer Liste der zur Huldigung verpflichteten Einwohner ein „Wilhelm zu Efferoth“ genannt wird. Auch 1673 war hier nur dessen (inklusive Magd) vierköpfige Familie ansässig, aufgeführt im Verzeichnis der steuerpflichtigen Einwohner. 1803 umfasste der Ort drei Wohnhäuser bzw. Hausnummern.
Efferoth gehörte bis zur Auflösung des Herzogtums Berg im Jahre 1806 zum Kirchspiel, anschließend zur Gemeinde Aegidienberg. Nach der Erstellung des Rheinisch-westfälischen Urkatasters 1823/24 lag der Ort in der Flur Hövel. Bei einer Volkszählung im Jahre 1843 zählte der Weiler Efferoth 13 Einwohner in drei Wohngebäuden, bei einer weiteren im Jahre 1885 war die Einwohnerzahl mit 13 in zwei Häusern konstant geblieben. Bis 1963 wuchs Efferoth auf 18 Einwohner in vier Haushalten an, heute umfasst der Ortsteil vier Hausnummern, die zum Teil aus verwinkelten Hofanlagen bestehen. Damit ist Efferoth der kleinste Ortsteil von Aegidienberg. Im Osten Efferoths befindet sich ein bewirtschafteter Bauern- bzw. Reiterhof.

## Wappen

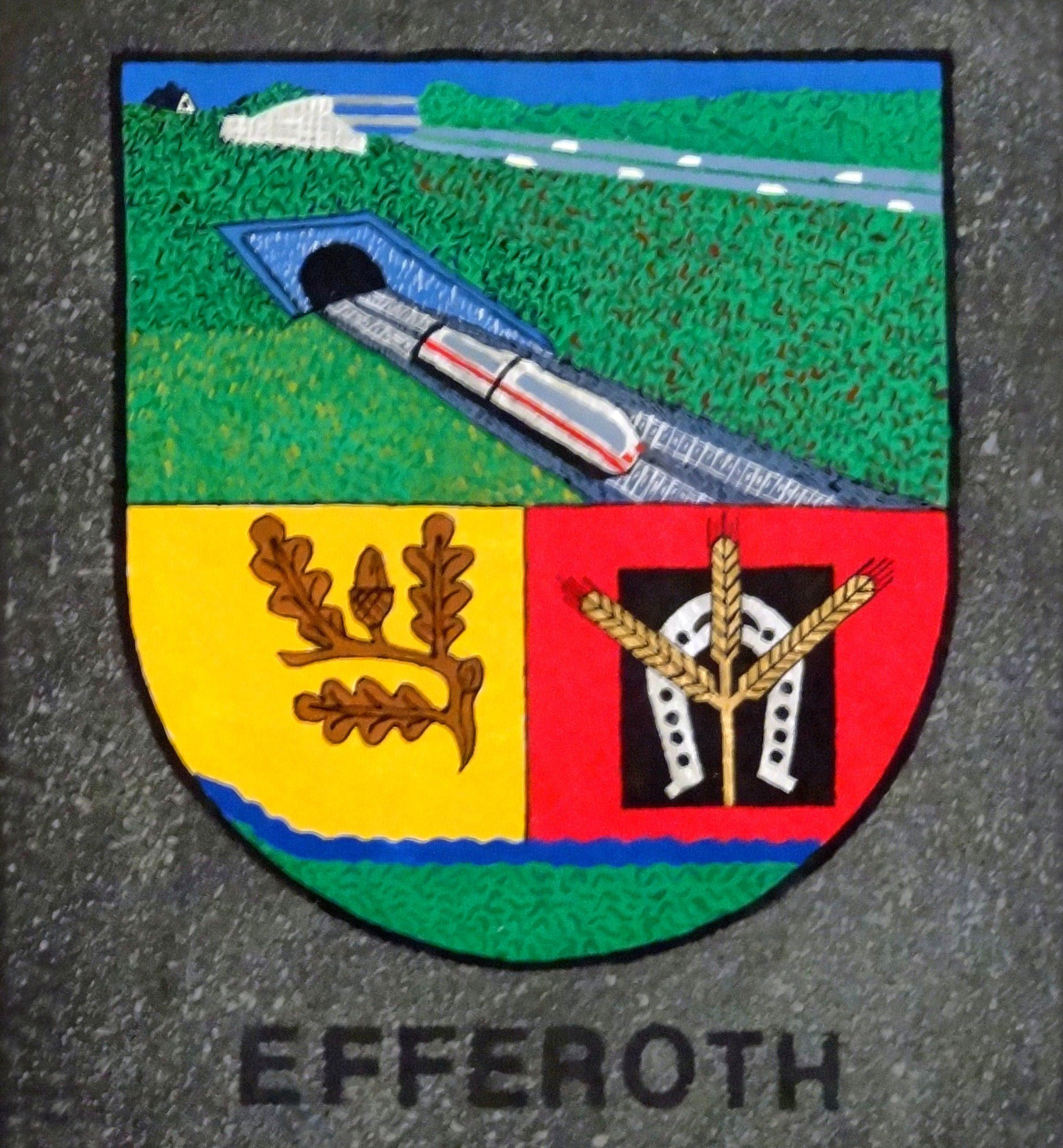
Schiefertafel als Ortswappen

2009 wurde durch den Künstler Richard Lenzgen eine Schiefertafel als Ortswappen von Efferoth geschaffen. In dem viergeteilten Wappen sind oben in einer Landschaftsdarstellung der Gegend um Efferoth sowohl die Bundesautobahn 3 mit Lärmschutzwand und den beiden Brücken von Hövel nach Brüngsberg (Westerwälder Tor) und von Hövel in Richtung Kochenbach, sowie die ICE-Hochgeschwindigkeitsstrecke Köln–Frankfurt mit dem Aegidienbergtunnel abgebildet. Links unten sollen in gelbem Feld ein Eichenzweig mit Blättern den Wald um Efferoth und rechts unten die von einem silbernen Hufeisen eingerahmte goldene Ähre die dort betriebene Land- und Pferdewirtschaft symbolisieren. Alles wird im noch darunter liegenden Wappenteil vom Kochenbach in Blau und den landwirtschaftlichen Wiesen abgeschlossen.